# Campionati europei di atletica leggera 1950
I IV campionati europei di atletica leggera si sono tenuti a Bruxelles, in Belgio, dal 23 al 27 agosto 1950 allo stadio Heysel.

## Nazioni partecipanti
Tra parentesi, il numero di atleti partecipanti per nazione.
- Austria (11)
- Belgio (48)
- Cecoslovacchia (15)
- Danimarca (10)
- Finlandia (20)
- Francia (56)

- Grecia (12)
- Islanda (10)
- Italia (33)
- Jugoslavia (39)
- Lussemburgo (5)

- Norvegia (17)
- Paesi Bassi (21)
- Polonia (3)
- Portogallo (3)
- Gran Bretagna (48)

- Spagna (2)
- Svezia (38)
- Svizzera (19)
- Turchia (10)
- Unione Sovietica (34)

## Risultati

### Uomini
| Specialità | Oro                                                                            | Prestazione | Argento                                                              | Prestazione | Bronzo                                                             | Prestazione |
| Corse piane |                                                                                |             |                                                                      |             |                                                                    |             |
| 100 metri (dettagli) | Étienne Bally Francia                                                          | 10"7        | Franco Leccese Italia                                                | 10"7        | Vladimir Sucharev Unione Sovietica                                 | 10"7        |
| 200 metri (dettagli) | Brian Shenton Gran Bretagna                                                    | 21"5        | Étienne Bally Francia                                                | 21"8        | Jan Lammers Paesi Bassi                                            | 22"1        |
| 400 metri (dettagli) | Derek Pugh Gran Bretagna                                                       | 47"3        | Jacques Lunis Francia                                                | 47"6        | Lars Wolfbrandt Svezia                                             | 47"9        |
| 800 metri (dettagli) | John Parlett Gran Bretagna                                                     | 1'50"5      | Marcel Hansenne Francia                                              | 1'50"7      | Roger Bannister Gran Bretagna                                      | 1'50"7      |
| 1500 metri (dettagli) | Wim Slijkhuis Paesi Bassi                                                      | 3'47"2      | Patrick El Mabrouk Francia                                           | 3'47"8      | Bill Nankeville Gran Bretagna                                      | 3'48"0      |
| 5000 metri (dettagli) | Emil Zátopek Cecoslovacchia                                                    | 14'03"0     | Alain Mimoun Francia                                                 | 14'26"0     | Gaston Reiff Belgio                                                | 14'26"2     |
| 10000 metri (dettagli) | Emil Zátopek Cecoslovacchia                                                    | 29'12"0     | Alain Mimoun Francia                                                 | 30'21"0     | Väinö Koskela Finlandia                                            | 30'30"8     |
| Corse a ostacoli |                                                                                |             |                                                                      |             |                                                                    |             |
| 110 metri ostacoli (dettagli) | André-Jacques Marie Francia                                                    | 14"6        | Ragnar Lundberg Svezia                                               | 14"7        | Peter Hildreth Gran Bretagna                                       | 15"0        |
| 400 metri ostacoli (dettagli) | Armando Filiput Italia                                                         | 51"9        | Yuri Lituyev Unione Sovietica                                        | 52"4        | Harry Whittle Gran Bretagna                                        | 52"7        |
| 3000 metri siepi (dettagli) | Jindřich Roudný Cecoslovacchia                                                 | 9'05"4      | Petar Šegedin Jugoslavia                                             | 9'07"4      | Erik Blomster Finlandia                                            | 9'08"8      |
| Prove su strada |                                                                                |             |                                                                      |             |                                                                    |             |
| Maratona (dettagli) | Jack Holden Gran Bretagna                                                      | 2h32'14     | Veikko Karvonen Finlandia                                            | 2h32'45     | Fedosiy Vanin Unione Sovietica                                     | 2h33'47     |
| Marcia 10000 m (dettagli) | Fritz Schwab Svizzera                                                          | 46'01"8     | Emile Maggi Francia                                                  | 46'16"8     | John Mikaelsson Svezia                                             | 46'48"2     |
| Marcia 50 km (dettagli) | Giuseppe Dordoni Italia                                                        | 4h40'43"    | John Ljunggren Svezia                                                | 4h43'25"    | Verner Ljunggren Svezia                                            | 4h49'28"    |
| Salti |                                                                                |             |                                                                      |             |                                                                    |             |
| Salto in alto (dettagli) | Alan Paterson Gran Bretagna                                                    | 1,96 m      | Arne Åhman Svezia                                                    | 1,93 m      | Claude Bénard Francia                                              | 1,93 m      |
| Salto con l'asta (dettagli) | Ragnar Lundberg Svezia                                                         | 4,30 m      | Valto Olenius Finlandia                                              | 4,25 m      | Juho Piironen Finlandia                                            | 4,25 m      |
| Salto in lungo (dettagli) | Torfi Bryngeirsson Islanda                                                     | 7,32 m      | Gerard Wessels Paesi Bassi                                           | 7,22 m      | Jaroslav Fikejz Cecoslovacchia                                     | 7,20 m      |
| Salto triplo (dettagli) | Leonid Ščerbakov Unione Sovietica                                              | 15,39 m     | Valdemar Rautio Finlandia                                            | 14,96 m     | Ruhi Sarıalp Turchia                                               | 14,53 m     |
| Lanci |                                                                                |             |                                                                      |             |                                                                    |             |
| Getto del peso (dettagli) | Gunnar Huseby Islanda                                                          | 16,74 m     | Angiolo Profeti Italia                                               | 15,16 m     | Otto Grigalka Unione Sovietica                                     | 15,14 m     |
| Lancio del disco (dettagli) | Adolfo Consolini Italia                                                        | 53,75 m     | Giuseppe Tosi Italia                                                 | 52,31 m     | Olli Partanen Finlandia                                            | 48,69 m     |
| Lancio del giavellotto (dettagli) | Toivo Hyytiäinen Finlandia                                                     | 71,26 m     | Per-Arne Berglund Svezia                                             | 70,06 m     | Ragnar Ericzon Svezia                                              | 69,82 m     |
| Lancio del martello (dettagli) | Sverre Strandli Norvegia                                                       | 55,71 m     | Teseo Taddia Italia                                                  | 54,73 m     | Jirí Dadák Cecoslovacchia                                          | 53,64 m     |
| Prove multiple |                                                                                |             |                                                                      |             |                                                                    |             |
| Decathlon (dettagli) | Ignace Heinrich Francia                                                        | 7364 p.     | Örn Clausen Islanda                                                  | 7297 p.     | Kjell Tånnander Svezia                                             | 7175 p.     |
| Staffette |                                                                                |             |                                                                      |             |                                                                    |             |
| 4×100 metri (dettagli) | Unione Sovietica Vladimir Sucharev Lev Kaljaev Levan Sanadze Nikolai Karakulov | 41"5        | Francia Étienne Bally Jacques Perlot Yves Camus Jean-Pierre Guillon  | 41"8        | Svezia Göte Kjellberg Leif Christersson Stig Danielsson Hans Rydén | 41"9        |
| 4×400 metri (dettagli) | Gran Bretagna Martin Pike Leslie Lewis Angus Scott Derek Pugh                  | 3'10"2      | Italia Baldasare Porto Armando Filiput Luigi Paterlini Antonio Siddi | 3'11"0      | Svezia Gösta Brännström Tage Ekfeldt Rune Larsson Lars Wolfbrandt  | 3'11"6      |
| record mondiale; record mondiale stagionale; record europeo; record europeo stagionale; record dei campionati; record nazionale; record personale; record personale stagionale. |                                                                                |             |                                                                      |             |                                                                    |             |

### Donne
| Specialità | Oro                                                              | Prestazione | Argento                                                                    | Prestazione | Bronzo                                                                            | Prestazione |
| Corse piane |                                                                  |             |                                                                            |             |                                                                                   |             |
| 100 metri (dettagli) | Fanny Blankers-Koen Paesi Bassi                                  | 11"7        | Evgenija Sečenova Unione Sovietica                                         | 12"3        | June Foulds Gran Bretagna                                                         | 12"4        |
| 200 metri (dettagli) | Fanny Blankers-Koen Paesi Bassi                                  | 24"0        | Evgenija Sečenova Unione Sovietica                                         | 24"8        | Dorothy Hall Gran Bretagna                                                        | 25"0        |
| Corse a ostacoli |                                                                  |             |                                                                            |             |                                                                                   |             |
| 80 metri ostacoli (dettagli) | Fanny Blankers-Koen Paesi Bassi                                  | 11"1        | Maureen Gardner Gran Bretagna                                              | 11"6        | Micheline Ostermeyer Francia                                                      | 11"7        |
| Salti |                                                                  |             |                                                                            |             |                                                                                   |             |
| Salto in alto (dettagli) | Sheila Lerwill Gran Bretagna                                     | 1,63 m      | Dorothy Tyler-Odam Gran Bretagna                                           | 1,63 m      | Galina Ganeker Unione Sovietica                                                   | 1,63 m      |
| Salto in lungo (dettagli) | Valentina Bogdanova Unione Sovietica                             | 5,82 m      | Wilhelmine Lust Paesi Bassi                                                | 5,63 m      | Maire Osterdahl Finlandia                                                         | 5,57 m      |
| Lanci |                                                                  |             |                                                                            |             |                                                                                   |             |
| Getto del peso (dettagli) | Anna Andreyeva Unione Sovietica                                  | 14,32 m     | Klavdija Točënova Unione Sovietica                                         | 13,92 m     | Micheline Ostermeyer Francia                                                      | 13,37 m     |
| Lancio del disco (dettagli) | Nina Dumbadze Unione Sovietica                                   | 48,03 m     | Rimma Shumskaya Unione Sovietica                                           | 42,25 m     | Edera Cordiale Italia                                                             | 41,57 m     |
| Lancio del giavellotto (dettagli) | Natalya Smirnitskaya Unione Sovietica                            | 47,55 m     | Herma Bauma Austria                                                        | 43,87 m     | Galina Zybina Unione Sovietica                                                    | 42,75 m     |
| Prove multiple |                                                                  |             |                                                                            |             |                                                                                   |             |
| Pentathlon (dettagli) | Arlette Ben Hamo Francia                                         | 3204 p.     | Bertha Crowther Gran Bretagna                                              | 3048 p.     | Olga Modrachová Cecoslovacchia                                                    | 3026 p.     |
| Staffette |                                                                  |             |                                                                            |             |                                                                                   |             |
| 4×100 metri (dettagli) | Gran Bretagna Eileen Hay Jean Desforges Dorothy Hall June Foulds | 47"4        | Paesi Bassi Xenia de Jong Puck Brouwer Grietjl de Jong Fanny Blankers-Koen | 47"4        | Unione Sovietica Yelena Gokieli Sofia Malschina Sonya Duchovich Evgenija Sečenova | 47"5        |
| record mondiale; record mondiale stagionale; record europeo; record europeo stagionale; record dei campionati; record nazionale; record personale; record personale stagionale. |                                                                  |             |                                                                            |             |                                                                                   |             |

## Medagliere
Legenda
     Paese ospitante
| Posizione | Paese            | Oro | Argento | Bronzo | Totale |
| --------- | ---------------- | --- | ------- | ------ | ------ |
| 1         | Gran Bretagna    | 8   | 3       | 6      | 17     |
| 2         | Unione Sovietica | 6   | 5       | 6      | 17     |
| 3         | Francia          | 4   | 8       | 3      | 15     |
| 4         | Paesi Bassi      | 4   | 3       | 1      | 8      |
| 5         | Italia           | 3   | 5       | 1      | 9      |
| 6         | Cecoslovacchia   | 3   | 0       | 3      | 6      |
| 7         | Islanda          | 2   | 1       | 0      | 3      |
| 8         | Svezia           | 1   | 4       | 7      | 12     |
| 9         | Finlandia        | 1   | 3       | 5      | 9      |
| 10        | Norvegia         | 1   | 0       | 0      | 1      |
| 10        | Svizzera         | 1   | 0       | 0      | 1      |
| 12        | Austria          | 0   | 1       | 0      | 1      |
| 12        | Jugoslavia       | 0   | 1       | 0      | 1      |
| 14        | Belgio           | 0   | 0       | 1      | 1      |
| 14        | Turchia          | 0   | 0       | 1      | 1      |
| Totale    | Totale           | 34  | 34      | 34     | 102    |